# Nordic Skating

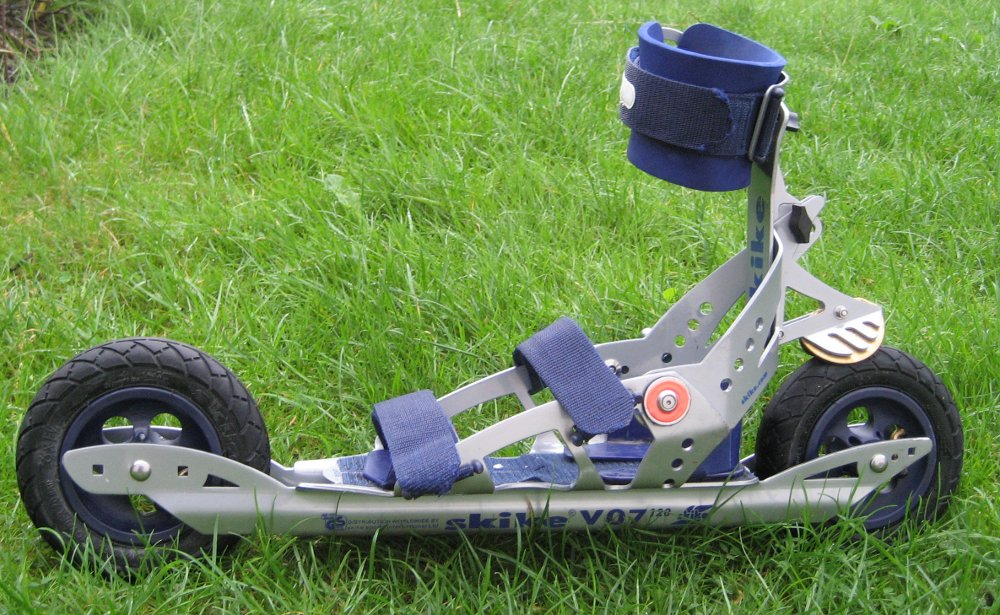
Skike V07

Nordic Skating — rodzaj sportu podobny do jazdy na nartorolkach biegowych. Sprzęt do Nordic Skating jest nazywany też nartorolkami terenowymi. Od nartorolek biegowych odróżnia się krótszą szyną i dużymi, gumowymi, pompowanymi kołami, które pozwalają na jazdę w różnorodnym terenie.